# Čegemskij rajon
Il Čegemskij rajon (in russo Чегемский район?) è un municipal'nyj rajon della Repubblica autonoma della Cabardino-Balcaria, in Russia.